# Aeroportul E. T. Joshua
Aeroportul E. T. Joshua (IATA: SVD, ICAO: TVSV) este un aeroport din Saint George Parish⁠(d), Sfântul Vincențiu și Grenadine. A fost numit după Ebenezer Joshua⁠(d).
Situat la o altitudine de 20 m, aeroportul dispune de o singură pistă.